# Autoroute GC-23 (Espagne)
La GC-23, appelée aussi Circunvalación de Las Palmas de Gran Canaria, est une autoroute autonome appartenant aux Îles Canaries qui est destinée à contourner Las Palmas de Gran Canaria par l'est en desservant les différentes zones de la capitale.

En effet, elle permet de desservir toute la zone est de la ville afin de desservir toutes les communes et les industries aux alentours. Elle permet entre autres la connexion entre la GC-2 au centre de Las Palmas et la GC-3 au sud de la ville.

## Tracé
- Échangeur entre GC-3 et GC-23
- 2 Escaleritas - La Paterna - Zone industrielle de Miller
- 1 Centre commercial de La Minilla - Hôpital
- 1 b Aéroport de Gran Canaria - Port de Las Palmas de Gran Canaria (sens GC-3-GC-2)
- Échangeur entre GC-2 et GC-23